# NK Vodnjan
NK Vodnjan je nogometni klub iz Vodnjana. Osnovan je 1930. godine.
NK "Vodnjan" je klub bogate nogometne povijesti, u kojoj je prolazio kroz vremena velikih uspona i padova. Najveće uspjehe postigla je generacija koja je igrala u razdoblju od 1965. – 1970. godine, a 1968. NK "Vodnjan" bio je na pragu ulaska u 2. Jugoslavensku diviziju. Od 1990. na ovamo, Klub je značajno oscilirao, natječući se tako u ligama od 1. županijske, pa do 3. HNL. 
NK "Vodnjan" poznat je diljem Hrvatske, pa i šire, po svojoj gostoljubljivosti, prijaznosti i kulturi, kao domaćin i kao gost.
Službene boje dresova su ljubičasta-domaća, te gostujuća-bijela, sa štitastim grbom bijele podloge s crvenim križem koji se prostire do rubova zlatne boje.
Zbog teškog financijskog stanja, taj je nogometni 80-godišnjak zamalo ugašen u kolovozu 2010., no spašen je u zadnji tren. U čast proslave 80. godišnjice osnutka, dana 6. listopada 2010. godine održana je svečana sjednica, a 9. listopada 2010., odigrana je prijateljska utakmica koju je uveličao velikan, HNK "Rijeka".
Današnju seniorsku momčad NK "Vodnjan" čine većinom vrlo mladi igrači (iz Vodnjana), netom izišli iz omladinskog pogona, stoga je sezona 2010./2011. samo sezona uigravanja za neke buduće velike dosege. Klub posljednjih godina vode volonteri, nogometni zaljubljenici iz Vodnjana, stoga je logično vjerovati kako će uz taj spoj mladosti, iskustva i fanatizma NK "Vodnjan" doživjeti i svoj 90. rođendan, no to će biti moguće samo uz pomoć lokalne zajednice, što je uvijek krasilo ovaj klub.
Zbog nedovoljnog broja igrača na dvije utakmice isključeni su iz daljnjeg natjecanja u 3. ŽNL - jug u sezoni 2018./2019.

## Vanjske poveznice
- Službene stranice  Arhivirana inačica izvorne stranice od 27. prosinca 2011. (Wayback Machine)